# Natalja Klymova
Natalja Henrychivna Nazemblo (Oekraïens: Наталя Генрихівна Назембло, Russisch: Наталя Генрихівна Назембло; meisjesnaam: Климова; Klymova) (Zjdanov, 31 mei 1951) was een Oekraïense basketbalspeelster die uitkwam voor het nationale team van de Sovjet-Unie. Ze heeft verschillende onderscheidingen ontvangen, waaronder de Meester in de sport van de Sovjet-Unie in 1975 en de Medaille voor Voortreffelijke Prestaties tijdens de Arbeid.

## Carrière
Klymova speelde haar hele carrière in bij Dinamo Kiev van 1967 tot 1978. In 1978 stopte ze met basketbal.
Met de Sovjet-Unie speelde Klymova op de Olympische Zomerspelen in 1976. Ze won Goud. Ook speelde ze op het het Wereldkampioenschap. Ze won goud in 1971 en 1975. Op het Europees Kampioenschap van 1972, 1974 en 1976 won ze goud.

## Erelijst
- Olympische Spelen: 1
  - Goud: 1976
- Wereldkampioenschap: 2
  - Goud: 1971, 1975
- Europees Kampioenschap: 3
  - Goud: 1972, 1974, 1976